# Hidroxid de galiu
Hidroxidul de galiu este o bază alcătuită din trei grupări hidroxil și un atom de galiu. Formula sa chimică este Ga(OH)3. 
1. ↑  „Hidroxid de galiu”, Gallium trihydroxide (în engleză), PubChem, accesat în 14 octombrie 2016